# パリビズマブ
パリビズマブ（Palivizumab）は、遺伝子組み換え技術によって作られるモノクローナル抗体の1種である。RSウイルスの感染予防に用いられる。早産児や、先天的な心臓病などの理由で感染後の危険性が高い幼児への投与が推奨される。米MedImmue社の商品名はシナジス。 
パリビズマブはRSウイルスの融合蛋白質のA抗原部位中のエピトープを標的としたヒト化モノクローナル抗体である。小児科における第Ⅲ相試験では、RSウイルス感染による入院率を減少させることが確認された。パリビズマブはRSウイルスの流行期の間、月に1度筋肉注射によって投薬する。
パリビズマブはRSウイルスの融合蛋白質を標的とし、RSウイルスが細胞へ侵入するのを抑制することによって感染を予防する。

## 使用に関する提言
米国小児科学会はパリビズマブの使用に関する提言を公表した。パリビズマブは治療ではなく予防にのみ使われるべきで、RSウイルスが流行（通常11月から3月）したときには流行期中ずっと投薬を続けるべきであるという。
現在はニルセビマブを優先的に使用することとなっている。
パリビズマブによる予防を検討する理由には以下のものがある:
早産
- 在胎28週以下の生後12ヶ月未満の子: 流行開始時
- 在胎29～32週の生後6ヶ月未満の子: 流行開始時
- 在胎32～35週の生後3ヶ月未満の子でリスク要因（子の小児保育への出席または5歳未満の兄弟）がある場合: 流行開始時

慢性の肺病を持つ早産児
- 酸素または薬物投与が必要な慢性の肺疾患の子: 最初の流行期の6ヶ月前と、最初と2度目の流行期

先天性心疾患
- チアノーゼ性心疾患の子: 生後の24ヶ月間
- 中度から重度の肺高血圧の子: 生後の24ヶ月間
- 薬物投与が必要な鬱血性心不全: 生後の24ヶ月間
- 流行期に心臓切開手術を経験した子: 心肺バイパス後に1回投与量追加（この他の基準を満たす場合のみ）

そのほか、不十分なデータしかないが予防の検討が必要かもしれない状態:
- 免疫不全
- 嚢胞性線維症

注目すべきは、パリビズマブによる予防は非常に費用のかかること、そして上記の提言はRSウイルスによる重度の疾患を防ぐための、総合的な費用対効果の評価に基づいて書かれていることである。しかしながら、費用対効果の課題は依然として研究と議論の領域を出ない。

## 日本での適用
日本におけるシナジスの添付文書には、下記の記載がある。
| 「                                         | 下記の新生児、乳児および幼児におけるRSウイルス（Respiratory Syncytial Virus）感染による重篤な下気道疾患の発症抑制 RSウイルス感染流行初期において - 在胎期間28週以下の早産で、12ヵ月齢以下の新生児および乳児 - 在胎期間29週〜35週の早産で、6ヵ月齢以下の新生児および乳児 - 過去6ヵ月以内に気管支肺異形成症（BPD）の治療を受けた24ヵ月齢以下の新生児、乳児および幼児 - 24ヵ月齢以下の血行動態に異常のある先天性心疾患（CHD）の新生児、乳児および幼児 - 24ヵ月齢以下の免疫不全を伴う新生児、乳児および幼児 - 24ヵ月齢以下のダウン症候群の新生児、乳児および幼児 | 」 |
| —シナジス添付文書（KEGG データベースより） | |    |

2011年10月17日の厚生労働省保健局医療課長通知（保医発1017第1号）により、保険適用の対象患者が追加された。保険適用されるのは、以下のいずれかに該当する患者にRSウイルス感染症が疑われる場合。
- 入院中の患者
- 乳児（1歳未満）
- パリビズマブ製剤の適用となる患者（上述）